# سیارک ۶۳۸۴
سیارک ۶۳۸۴ (به انگلیسی: 6384 Kervin، نامگذاری:1989AM) شش هزار و سیصد و هشتاد و چهارمین سیارک کشف شده‌است که در ۳ ژانویه ۱۹۸۹ کشف شد.
قدر مطلق سیارک برابر ۱۲٫۸۰ است.